# Ambroise Augustin Chevreux
Ambroise-Auguste Chevreux (Orléans, 1728 - París, 3 de septiembre de 1792) fue un religioso benedictino y político francés. 

## Vida
Profesó a temprana edad en la abadía de Saint-Florent de Saumur perteneciente a la Congregación de San Mauro de la Orden de San Benito, fue prior de las de Saint-Vincent en Le Mans y de Notre-Dame-de-Noyers en Nouâtre; trasladado algún tiempo después a la abadía de Saint-Germain-des-Prés, en 1783 fue elegido superior general de la congregación, cargo que renovó cinco años después. 
Diputado de la Asamblea Constituyente y de los Estados Generales en 1789, fue  uno de los firmantes de la Constitución civil del clero del año siguiente, aunque pronto se pronunció contra la revolución. 
Detenido en agosto de 1792 junto con sus correligionarios Louis Barreau de la Touche y René-Julien Massey, fue ejecutado durante las masacres de septiembre de ese mismo año. Beatificado por Pío XI en 1926 junto con los 190 mártires fallecidos en el mismo episodio, su festividad se celebra el 2 de septiembre. 